# IWork.com
iWork.com es un servicio en línea ofrecido por Apple para complementar a iWork, suite ofimática creada por la empresa. Fue lanzado como beta pública el 6 de enero de 2009, en la última Macworld Conference & Expo en la que Apple participó. La funcionalidad es similar a la de otras aplicaciones con tecnología computación en nube como Google Docs, ofreciendo colaboración y visualización en línea pero sin la posibilidad de editar los artículos en línea. Actualmente se trata de un servicio gratuito, pero cuando se lanze la versión final, contará con un servicio de suscripción.

## Formato de archivos
El servicio soporta archivos de documentos de Pages, presentaciones de keynote,y planillas de cálculo de Numbers. Los usuarios pueden descargar los archivos en los formatos de Microsoft Office y PDF, además del formato nativo de iWork. El usuario que sube los archivos es quien se encarga de decidir cualés de estos tipos de archivos podrán estar disponibles al descargarse. 

## Requisitos
Para subir archivos a iWork.com se necesita una copia de iWork '09 y un Apple ID. Para visualizar, comentar, y descargar los archivos, solo se necesita un navegador web y una invitación para ver el archivo. Cada invitado recibe un URL único para poder ver el archivo.